# Фердінан Шеваль
Фердінан Шеваль (19 квітня 1836, Шарм-сюр-л'Ербасс, Франція — 19 серпня 1924, Отрив (Дром), Франція) — французький листоноша та автор «Ідеального палацу», який вважають прикладом наївного мистецтва в архітектурі.

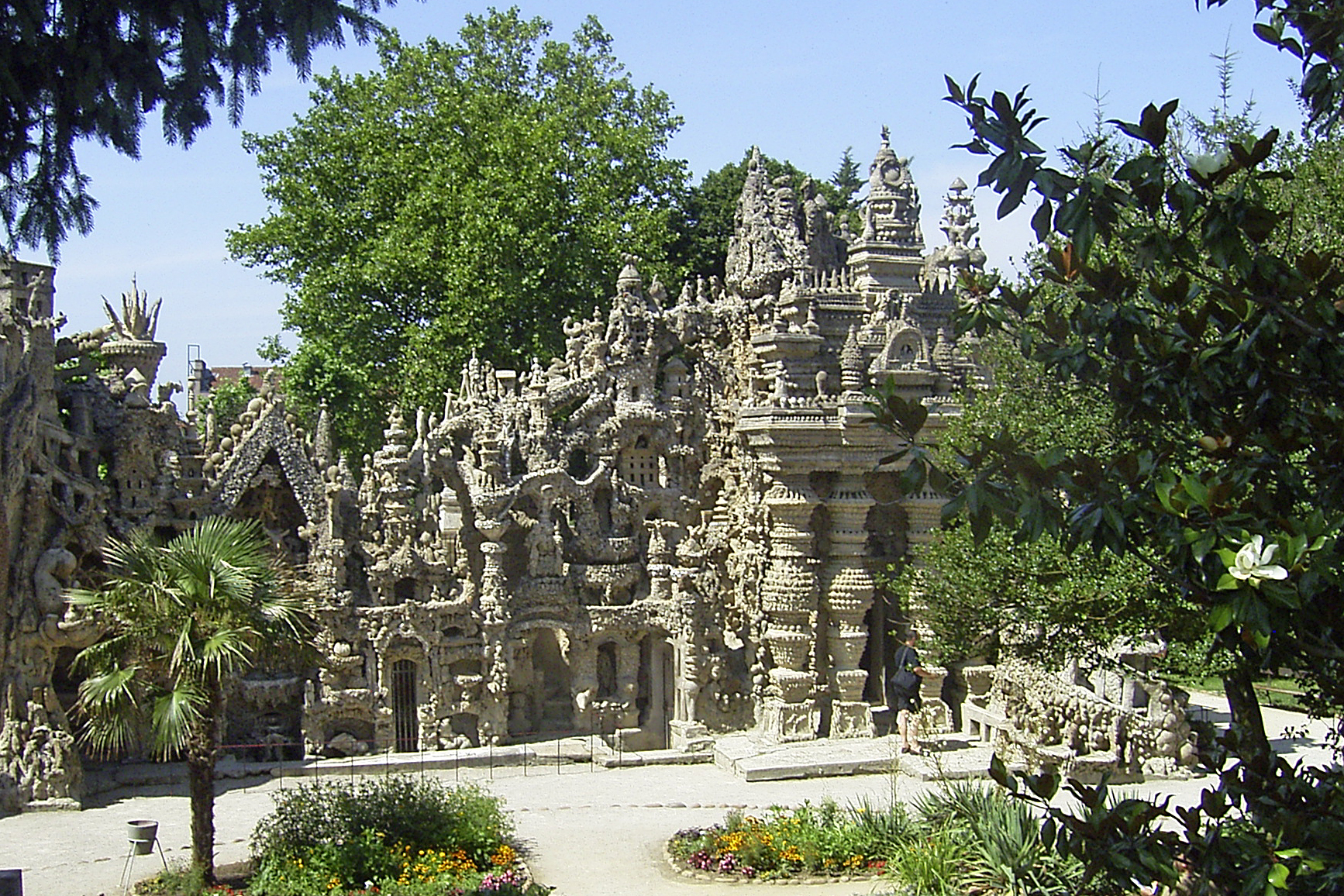
Ідеальний палац Фердінанда Шеваля

Шеваль полишив школу у віці 13 років і став учнем пекаря і згодом листоношею. «Ідеальний палац» Шеваль задумував як власний пам'ятник після смерті, але оскільки не одержав на це дозволу, то побудував невеликий мавзолей на цвинтарі в Отрив. Шеваль будував палац збираючи каміння незвичної природної форми. На будівництво пішло 33 роки.
Будівлі Шеваля високо оцінили сюрреалісти, зокрема Андре Бретон, а також австрійський архітектор Фріденсрайх Гундертвассер. Оформлення палацу використовує мотиви з біблійної та індуїстської міфології. Від 1969 року, завдяки Андре Мальро «Ідеальний палац» захищений як пам'ятка культури.